# Louise Lake-Tack
Dame Louise Agnetha Lake-Tack (nascida a 26 de julho de 1944) foi governadora-geral de Antiga e Barbuda entre 2007 e 2014.

## Infância e início de carreira
Louise Lake-Tack nasceu na paróquia de St. Phillip's, Antígua em 1944. Estudou na Freetown Government School antes de ir para a Antigua Girls High School em Saint John's, capital do país. Depois de se graduar, emigrou para o Reino Unido onde estudou enfermagem no Charing Cross Hospital. Depois de completar os estudos, trabalhou no National Heart Hospital e posteriormente na Harley Street Clinic.
Lake-Tack estudou mais tarde direito e serviu nos tribunais de magistratura de Marylebone e de Horseferry. Também exerceu nos tribunais da coroa de Pocock Street e de Middlesex trabalhando com casos recorridos dos tribunais inferiores. Serviu como membro da Associação Nacional de Antígua e Barbuda (Londres) durante 24 anos, antes de se tornar governadora-geral. 

## Governadora-geral
Tomou posse como governadora-geral a 17 de julho de 2007, sendo a primeira mulher governadora-geral de Antígua e Barbuda.

## Honras
- Dama da Grande Cruz da Mui Distinta Ordem de São Miguel e São Jorge, 2007.